# Живой язык
Живо́й язы́к — любой разговорный язык (идиом), принадлежащий определённой языковой общности, систематически и постоянно (без разрывов во времени) используемый им в общении и изменяющийся в процессе использования. Численность группы использующих язык людей не имеет значения; важен лишь факт применения его в настоящее время в качестве разговорного языка в различных областях повседневной жизни.
Термин используется в языкознании, а также при обучении языкам в образовательных учреждениях для отличия языков, на которых говорят люди в повседневной жизни и которые полезны как лингва франка (среди которых русский язык, английский язык, испанский язык и т. п.), от языков, которые употребляются исключительно в церемониальных или научных целях (напр. латинский язык, древнегреческий язык, санскрит, церковнославянский язык и др.).

## Обучение живым языкам
В современном обществе полезно знание нескольких живых языков, поэтому они активно изучаются (см. также статью «билингвизм»). Во многих странах, включая Россию, отдается предпочтение изучению английского языка в качестве второго или иностранного языка. Уровень обучения зачастую весьма посредственный, и испытывающие необходимость хорошего знания иностранного языка должны продолжать обучение самостоятельно за свой счёт.

### Россия
Государственным языком в России является русский язык. Русский язык обязателен к преподаванию во всех школах на территории России, каждый, желающий изучать русский язык, должен иметь такую возможность. Также все официальное делопроизводство и законодательство должно составляться на русском языке. Примечательна ст.1, п.7 которой провозглашает:
7. Обязательность использования государственного языка Российской Федерации не должна толковаться как отрицание или умаление права на пользование государственными языками республик, находящихся в составе Российской Федерации, и языками народов Российской Федерации.
Для решения проблемы защиты национальных языков народов России существует соответствующий закон, преамбула которого провозглашает:
Языки народов Российской Федерации — национальное достояние Российского государства.
Языки народов Российской Федерации находятся под защитой государства.
Государство на всей территории Российской Федерации способствует развитию национальных языков, двуязычия и многоязычия.
Настоящий Закон направлен на создание условий для сохранения и равноправного и самобытного развития языков народов Российской Федерации и призван стать основой для формирования системы правового регулирования деятельности юридических и физических лиц, разработки нормативных правовых актов в целях реализации положений настоящего Закона.

В Российской Федерации недопустимы пропаганда вражды и пренебрежения к любому языку, создание противоречащих конституционно установленным принципам национальной политики препятствий, ограничений и привилегий в использовании языков, иные нарушения законодательства Российской Федерации о языках народов Российской Федерации.
Несмотря на это, ввиду обязательности изучения русского языка, его практической полезности, повсеместной распространенности (то есть является лингва франка на территории бывшего СССР), представители немногочисленных народов зачастую отказываются от изучения национальных языков, отдавая предпочтение русскому языку. Также под влиянием русского языка, национальные языки вытесняются из повседневного употребления даже среди их исконных носителей. Согласно сообщению ООН, а также некоторых исследователей ситуация с государственной защитой национальных языков не может быть охарактеризована как удовлетворительная. Так, согласно упомянутым источникам, около половины малых национальных языков в России находится на грани исчезновения.

### Восточноазиатские страны
В странах Юго-Восточной Азии большинство детей изучают официально утверждённый вариант государственного языка или изучают доминирующую в регионе лингва франка (напр. хинди в Индии, путунхуа в Китае и т. п.), на котором говорит подавляющее большинство в данном регионе, не считая изучаемых отдельно иностранных языков. Единственным исключением является Сингапур, где родным языком для многих является английский. Английский — наиболее популярный изучаемый иностранный язык в Китае, Японии, Южной Корее, на Тайване. В Китае знание английского языка обязательно для получения диплома очередной степени, однако уровень обучения сильно различается в учебных заведениях и в целом находится на достаточно низком уровне. Знание английского языка требуется также в Индии, где он используется для официального делопроизводства. В Непале английский язык изучает и использует большинство населения.
В Малайзии в школах введено обязательное обучение малайскому и английскому языкам, за исключением финансируемых общественностью т. н. «национальных школ». Ранее существовало обязательно обучение путунхуа или тамильскому языку. В обычных (не «национальных») школах обучение ведется на малайском языке, за исключением точных наук и математики. В «национальных» школах обучение ведется на соответствующем национальном языке, за исключением точных наук и математики. Точные науки и математика преподаются на английском языке, за исключением некоторых китайских «национальных» школ, где преподавание ведется на путунхуа.

### Ближний Восток и Северная Африка
Обучение иностранным языкам различно в разных странах и зависит от языка колонизаторов, которые ранее управляли страной. Например, наиболее популярным иностранным языком в Алжире, Тунисе и Марокко является французский язык, а в Египте и странах Персидского залива (напр. ОАЭ, Кувейт, Оман) таковым является английский язык, а в Ливии является итальянский язык.

#### Египет
В школах ведется обязательное изучение арабского языка. Английский язык является обязательным с четвёртого класса (9-летний возраст). Далее (прибл. в 17-18 лет) требуется знание ещё одного иностранного языка для допуска к последним двум годам обучения (как правило, учащиеся выбирают французский язык или немецкий язык). Поскольку важной отраслью экономики в Египте является туризм, в стране ведется обучение многим иностранным языкам. Вообще иностранные языки изучаются в школьном курсе, но качество обучения зависит от выбора школы. Например, во «французских» школах сперва обучают арабскому языку, потом французскому, потом английскому; в «немецких школах» — сперва арабскому, потом немецкому, потом английскому и, возможно, основам французского.

### Евросоюз
В соответствии с системой образования Евросоюза, во всех школах обязательно изучение как минимум одного иностранного языка. Существует тенденция начинать обучение иностранным языкам как можно раньше, иногда даже в курсе начальной школы. Учащиеся могут выбрать дополнительные иностранные языки на добровольной основе. Подавляющее числo учащихся в качестве второго языка выбирают английский язык (наиболее популярный язык среди учащихся 23 из 25 стран ЕС, где образование ведется не на английском языке), менее популярными языками являются французский язык и немецкий язык. Около 90 % учащихся изучают английский язык, так как это является обязательным или выбор диктуется родителями. Обучение ведется учителями начальных классов, а также специалистами средней и высшей школы.

#### Великобритания
Все учащиеся обязаны обучаться английскому языку. В Уэльсе все учащиеся до 16 лет обязаны изучать валлийский язык. Далее, в зависимости об необходимости, учащийся может продолжить изучение валлийского как второго языка или довольствоваться полученным средним уровнем.
Иностранные языки в Великобритании — обязательная часть образовательной системы. Для получение третьей базовой степени (en:Key Stage 3, 11-14 лет) требуется знание одного иностранного языка. Наиболее популярными являются испанский язык, французский язык и немецкий язык. Обучение языкам в школах должно вестись в соответствии с государственными образовательными программами. Начиная с 2010 года для получения второй базовой степени (en:Key Stage 2, 7-11 лет) будут требоваться некоторые знания иностранных языков.
Все прибывающие вновь иммигранты овладевают английским языком по очевидным причинам.

### США
Все учащиеся обязаны обучаться английскому языку. В окружных школах (en:School district), в значительной степени наполненных детьми иммигрантов, ведется билингвистическое образование, причем начальное обучение зачастую ведется на национальном языке учащихся, что является спорным подходом.
Американским учащимся зачастую рекомендуют (а в некоторых учебных заведения требуют) обучаться иностранным языкам в старших классах или пройти спецкурс в высшем учебном заведении. Также во все увеличивающимся числе окружных школ предлагают обучение иностранным языкам в программах начального или среднего образования, как правило на добровольной основе.
В ВУЗах США в 2002 году изучались иностранные языки (наиболее популярные): испанский язык, французский язык, немецкий язык, итальянский язык, американский жестовый язык, японский язык, китайский язык, русский язык.

### Венесуэла
Все учащиеся обязаны обучаться испанскому языку. Обучение английскому языку начинается в возрасте 6 лет в дошкольных образовательных учреждениях. В некоторых школах, напр. San Jose De Tarde в Каракасе, начинают одновременное обучение английскому и французскому языкам во время перевода из дошкольного учреждения в школу. Также в стране существуют пункты обучения китайскому языку ввиду увеличивающейся китайской иммиграции. В этих пунктах могут обучаться все желающие, начиная с 8-летнего возраста.

### Вспомогательные языки
Международный вспомогательный язык по определению не связан с определенной территорией или группой лиц. Наиболее известным из них является эсперанто. Другой набирающий популярность искусственный язык — интерлингва — изучают в основном Северной Европе, Восточной Европе и Южной Америке, а также имеет заметное число носителей на Украине, в России, Японии, Центральной Европе. Интерлингва разработана как простой в изучении язык для возможно большого количества носителей естественных языков. Другими вспомогательными языками могли бы быть окциденталь и латино-сине-флексионе.